# South Sioux City
South Sioux City é uma cidade localizada no estado americano de Nebraska, no Condado de Dakota.

## Demografia
Segundo o censo americano de 2000, a sua população era de 11.925 habitantes.
Em 2006, foi estimada uma população de 12.137, um aumento de 212 (1.8%).

## Geografia
De acordo com o United States Census Bureau, a localidade tem uma área de 13,5 km², dos quais 12,7 km² cobertos por terra e 0,8 km² cobertos por água.

## Localidades na vizinhança
O diagrama seguinte representa as localidades num raio de 16 km ao redor de South Sioux City.